# Elmont (Nova York)
Elmont és una concentració de població designada pel cens dels Estats Units a l'estat de Nova York. Segons el cens del 2000 tenia 32.657 habitants.

## Demografia
Segons el cens del 2000, Elmont tenia 32.657 habitants, 9.902 habitatges, i 7.842 famílies. La densitat de població era de 3.697,6 habitants per km².
Dels 9.902 habitatges en un 39,2% hi vivien nens de menys de 18 anys, en un 56,9% hi vivien parelles casades, en un 17,2% dones solteres, i en un 20,8% no eren unitats familiars. En el 17,4% dels habitatges hi vivien persones soles el 8,5% de les quals corresponia a persones de 65 anys o més que vivien soles. El nombre mitjà de persones vivint en cada habitatge era de 3,29 i el nombre mitjà de persones que vivien en cada família era de 3,68.
Per edats la població es repartia de la següent manera: un 26,4% tenia menys de 18 anys, un 8,7% entre 18 i 24, un 30,5% entre 25 i 44, un 21,8% de 45 a 60 i un 12,5% 65 anys o més.
L'edat mediana era de 36 anys. Per cada 100 dones de 18 o més anys hi havia 84,9 homes.
La renda mediana per habitatge era de 62.511 $ i la renda mediana per família de 68.646 $. Els homes tenien una renda mediana de 40.182 $ mentre que les dones 35.203 $. La renda per capita de la població era de 22.111 $. Entorn del 5,4% de les famílies i el 7,5% de la població estaven per davall del llindar de pobresa.